# 松浦豊一
松浦 豊一（まつうら ほういち、1890年（明治23年）10月1日 - 1966年（昭和41年）4月16日）は、大日本帝国陸軍軍人。最終階級は陸軍少将。

## 経歴
1890年（明治23年）に長崎県で生まれた。陸軍士官学校第24期卒業。1937年（昭和12年）に留守第20師団兵器部長に就任、1938年（昭和13年）3月1日に陸軍歩兵大佐に進級し、7月15日に歩兵第81連隊長（中支那派遣軍・第17師団・第17歩兵団）に着任、日中戦争に出動した。蘇州、徐州に駐屯し、宜昌作戦、春期晥南作戦、などの各作戦に参加した。1940年（昭和15年）8月に関東軍歩兵第1下士官候補者隊長に転じ、1941年（昭和16年）6月28日に北支那方面軍司令部附を経て、8月20日に保定幹部候補生隊長に就任した。
同年8月25日に陸軍少将に進級し、1942年（昭和17年）11月に独立混成第2旅団長（駐蒙軍）に就任。張家口に駐屯し、周辺の警備に当たった。1944年（昭和19年）11月5日に中部軍兵務部長に転じ、1945年（昭和20年）2月1日に中部軍管区兵務部長、3月31日に中部軍管区兵務部附を経て、4月30日に長崎連隊区司令官兼長崎地区司令官に就任。同年10月18日に久留米師管区司令部附となった。
1947年（昭和22年）11月28日、公職追放仮指定を受けた。

## 栄典
勲章
- 1943年（昭和18年）10月9日  - 勲二等瑞宝章[10]